# ベートーヴェンの関連作品
ベートーヴェンの関連作品（ベートーヴェンのかんれんさくひん）はベートーヴェンの書簡、伝記、ベートーヴェンを題材に扱った作品について述べる記事である。
ベートーヴェンの楽曲に関しては、ベートーヴェンの楽曲一覧及びHess番号を参照。

## 書簡
ベートーヴェンの書簡集。出版年順。
- 『ベートホーヴェンの手紙』外山楢夫 訳、新しき村出版部、1926年。
- 『ベートー[ヴェ]ンの手紙』中西武夫 訳、啓明社、1928年。
- 『ベートー[ヴェ]ン書翰集』中西武夫 訳、啓明社、1930年。
- 『ベートーヴェンの手紙』鈴木賢之進 訳、音楽世界社〈楽聖書簡叢書〉、1936年。
- 『ベートーヴェン書簡集』小松雄一郎訳、岩波書店〈岩波文庫 2579-2581〉、1940年。
  - 『ベートーヴェン書簡集』小松雄一郎 選訳、岩波書店〈岩波文庫〉、1950年。
  - 『ベートーヴェン書簡集』小松雄一郎 訳（改訂増補版）、岩波書店〈岩波文庫〉、1957年。 - 附：ベートーヴェン重要作品年表と索引。
  - 『新編 ベートーヴェンの手紙』 上、小松雄一郎 編訳、岩波書店〈岩波文庫 青501-3〉、1982年1月16日。ISBN 4-00-335013-8。 - 原タイトル：Ludwig van Beethovens sämtliche Briefe。
  - 『新編 ベートーヴェンの手紙』 下、小松雄一郎 編訳、岩波書店〈岩波文庫 青501-4〉、1982年1月18日。ISBN 4-00-335014-6。 - 原タイトル：Ludwig van Beethovens sämtliche Briefe。
- 『ベートーヴェンの言葉』原田義人 訳、創元社〈創元文庫 C 第18〉、1953年。
- 『音楽ノート』小松雄一郎 訳編、岩波書店〈岩波文庫 青501-2〉、1957年12月5日。ISBN 4-00-335012-X。
- 『ベートーヴェンの恋文：新たに発見されたダイム伯夫人への13通』J・シュミット＝ゲールグ 編、属啓成 訳、音楽之友社、1962年。
  - 『ベートーヴェンの恋文：新たに発見されたダイム伯夫人への13通』J・シュミット＝ゲールグ 編、属啓成 訳、音楽之友社、1970年。 - 箱入。
- 『ハイリゲンシュタットの遺書』グスターフ・ヴァール 解説、属啓成 訳、音楽之友社、1967年。ISBN 978-4-276-00581-5。 - 別冊（袋入）遺書の複製 独文併記。
- 『ベートーベン』塩谷太郎 訳編、松井行正 絵、小峰書店〈世界偉人自伝全集 15〉、1968年。
  - 『ベートーベン』塩谷太郎 訳編、松井行正 絵、小峰書店〈世界偉人自伝全集 15〉、1980年。 - 図版，肖像，年表あり。
- 『ベートーヴェン書簡選集』 上、小松雄一郎 訳編、音楽之友社、1978年6月。
- 『ベートーヴェン書簡選集』 下、小松雄一郎 訳編、音楽之友社、1978年6月。
  - 『ベートーヴェン書簡選集』 上、小松雄一郎 訳編、音楽之友社、1979年6月。 - 巻末：人名索引、作品索引あり。
  - 『ベートーヴェン書簡選集』 下、小松雄一郎 訳編、音楽之友社、1979年6月。 - ベートーヴェンの肖像あり。
- 『ベートーヴェンの日記』メイナード・ソロモン編、青木やよひ・久松重光 訳、岩波書店、2001年10月12日。ISBN 978-4-000-02059-6。 - 原タイトル：Beethoven's Tagebuch。
- 『わが不滅の恋人よ』ジークハルト・ブランデンブルグ 解説、沼屋譲 訳、日本図書刊行会、2003年7月。ISBN 4-8231-0761-6。 - 原タイトル：Beethoven:der Brief an die Unsterbliche Geliebte。原著改訂版の翻訳。
  - 『わが不滅の恋人よ』ジークハルト・ブランデンブルグ 解説、沼屋譲 訳（改訂版）、日本図書刊行会、2007年12月。ISBN 978-4-8231-0846-4。 - 原タイトル：Beethoven:der Brief an die Unsterbliche Geliebte。原著改訂版の翻訳。
- 『新訳 ベートーヴェンの日記』沼屋譲 訳・補注、近代文藝社、2009年11月。ISBN 978-4-7733-7677-7。 - 文献あり。

## 伝記
ベートーヴェンの伝記は多くあるが、1977年に刊行されたメイナード・ソロモンによる『ベートーヴェン』があり、このソロモン版伝記はのち、歴史家のピーター・ゲイによって精神分析的手法による労作として高く評価された。
- メイナード・ソロモン『ベートーヴェン』 上、岩波書店、1992年12月7日。ISBN 4-00-002047-1。 - 原タイトル：Beethoven。
- メイナード・ソロモン『ベートーヴェン』 下、岩波書店、1993年2月25日。ISBN 4-00-002048-X。 - 原タイトル：Beethoven。
- セイヤー『ベートーヴェンの生涯』 上、エリオット・フォーブズ校訂、大築邦雄訳、音楽之友社、1971年。ISBN 978-4-276-22320-2。
- セイヤー『ベートーヴェンの生涯』 下、エリオット・フォーブズ校訂、大築邦雄訳、音楽之友社、1974年。ISBN 978-4-276-22321-9。

ロマン・ロランの伝記『ベートーヴェンの生涯』が片山敏彦訳で岩波文庫に収録されている。青空文庫にも収録された。

## ベートーヴェンを題材に扱った作品
漫画
- 『ルードウィヒ・B』（手塚治虫）
- 『運命と呼ばないで　ベートーヴェン4コマ劇場』作・NAXOS JAPAN、画・IKE（学研プラス、2014年）
- 『Bの星線』（林守大）2025年

映画
- 楽聖ベートーヴェン Un Grand Amour de Beethoven 1936年
- ベートーヴェンの甥 Le Neveu de Beethoven 1984年
- 不滅の恋/ベートーヴェン Immortal Beloved 1994年
- 敬愛なるベートーヴェン Copying Beethoven 2006年

舞台
- 宝塚歌劇団雪組公演『fff(フォルティッシッシモ)-歓喜に歌え!-』
- TEAM NACS 全国公演『COMPOSER〜響き続ける旋律の調べ』（2005年） - 演:大泉洋

小説
- タイムスリップ探偵団シリーズ『ベートーベンと名探偵! タイムスリップ探偵団 音楽の都ウィーンへ』